# Roberto Álvarez (obispo)
Roberto Pío "Chobi" Álvarez (Córdoba, 5 de mayo de 1968) es un prelado católico argentino actual obispo de la nueva diócesis de Rawson.
Fue designado obispo de Rawson el mismo día de la erección de la diócesis por el papa Francisco, el 19 de octubre de 2023.

## Biografía
Roberto nació el 5 de mayo de 1968 en la ciudad de Córdoba .
Comenzó sus estudios eclesiásticos en el seminario de Córdoba y se licenció en teología bíblica en la Pontifica Universidad Católica Argentina, fue ordenado sacerdote el 14 de diciembre de 1998 en la iglesia catedral de Nuestra Señora de la Asunción.
Luego de su ordenación ocupó los siguientes cargos:
- Vicario parroquial
- Profesor en el seminario de Córdoba
- Administrador parroquial de Salsipuedes
- Administrador parroquial de Cosquín
- Párroco de Río Ceballos
- Párroco de Cosquín

El 28 de noviembre de 2017, fue nombrado por el papa Francisco, obispo auxiliar de Comodoro Rivadavia y obispo titular de Sozopoli de Emimonto. Tuvo su ordenación episcopal el 22 de diciembre de 2017 en la iglesia catedral de Nuestra Señora de la Asunción por el arzobispo de Córdoba, Carlos José Ñáñez.
Luego, tras la renuncia del obispo de Comodoro Rivadavia fue designado administrador apostólico, y al mismo tiempo el papa Francisco creó la diócesis de Rawson y lo designó cómo su primer obispo el 19 de octubre de 2023.
Actualmente también ejerce cómo miembro de la Comisión Episcopal de Cáritas en la Conferencia Episcopal Argentina.

## Posturas
El obispo Álvarez es conocido por seguir la doctrina y posturas del papa Francisco, siendo declarante muchas veces en contra de la situación actual de Argentina y apoyando la ayuda de la iglesia católica argentina hacia los pobres. 